# Cybianthus verticillatus
Cybianthus verticillatus är en viveväxtart som först beskrevs av Vell., och fick sitt nu gällande namn av G. Agostini. Cybianthus verticillatus ingår i släktet Cybianthus, och familjen viveväxter. Inga underarter finns listade i Catalogue of Life.